# Michałopol
Michałopol – wieś w Polsce położona w województwie łódzkim, w powiecie radomszczańskim, w gminie Gidle.
Według danych z 1885 roku Michałopol to kolonia i karczma nad Wiercicą, w powiecie Noworadomsk, gminie Żytno, parafia Gidle. Ówczesny Michałopol to 26 domów, 225 mieszkańców, 313 mórg ziemi w składzie dóbr Ciężkowice.
| SIMC    | Nazwa     | Rodzaj    |
| ------- | --------- | --------- |
| 0131624 | Spalastry | część wsi |

## Historia
W latach 1975–1998 miejscowość administracyjnie należała do województwa częstochowskiego.

## Wydarzenia z 1945 roku i późniejsze śledztwo IPN
Od początków XIX wieku we wsi Michałopol zamieszkiwali osadnicy niemieccy oraz Polacy. W okresie okupacji hitlerowskiej osoby pochodzenia niemieckiego zostały wpisane na volkslistę. Około 1943 roku osoby te zostały przesiedlone do miejscowości Babczów. Na początku 1945 roku, po przejściu frontu, niemieckie rodziny z Babczowa wróciły do swoich domów na Michałopolu. W noc po powrocie z Babczowa (wg świadków 7 marca 1945) niezidentyfikowana grupa mężczyzn wymordowała rozstrzeliwując osoby pochodzenia niemieckiego przebywające na Michałopolu. Wśród co najmniej 30-48 zabitych osób byli mężczyźni, kobiety i dzieci. Ofiary zostały pochowane w zbiorowej mogile przez polskich mieszkańców Michałopola. Ze zgodniej relacji świadków wynika, iż mordu dokonali ludzie spoza Michałopola, nieznani mieszkańcom wsi. Świadkowie równie zgodnie podkreślali, iż sąsiedzkie relacje polsko-niemieckie w Michałopolu przed wybuchem II wojny światowej, jak i w czasie jej trwania, były bardzo dobre.
19 października 2001 roku Łódzki oddział IPN wszczął postępowanie w sprawie zabójstwa ok. 30-50 obywateli polskich narodowości niemieckiej w miejscowości Michałopol w początkach 1945 r. przez nieustalonych sprawców. W toku śledztwa zdołano ustalić jedynie nazwiska dziewięciu ofiar zbrodni. Przeprowadzone w tej sprawie czynności procesowe nie doprowadziły do ujawnienia jej sprawców ani motywów czynu. Sygnatura IPN akt sprawy S 68/01/Zi.